# Демчук, Андрей Александрович
Андрей Александрович Демчук (укр. Андрій Олександрович Демчук; род. 1974) — украинский спортсмен-тяжелоатлет; Мастер спорта Украины (1991), Мастер спорта Украины международного класса (1996).

## Биография
Родился 11 декабря 1974 года в селе Загороща Ровненской области Украинской ССР.
В 1997 году окончил Ровненский педагогический институт (ныне Ровенский государственный гуманитарный университет).
Тяжёлой атлетикой Андрей начал заниматься в 1986 году у тренера Владимира Гордийчука. Затем работал с Николаем Авраменко. Выступал за спортивные общества «Колос» и Вооружённые силы в весовой категории до 91 кг. В 1995—1996 годах входил в состав сборной команды Украины. Принимал участие в Олимпийских играх 2000 года в Сиднее.
После окончания спортивной карьеры, Андрей Демчук занялся пауэрлифтингом, став тренером национальной сборной Украины по этому виду спорта. Также работает заместителем начальника Ровенского регионального центра «Инваспорт». Женат на Наталье Барда — украинской спортсменке и тренере.
21 августа 2020 года стал кавалером ордена «За заслуги» III степени.

## Спортивные достижения
Победитель Кубка мира и чемпионата Европы среди юниоров 1994 года. Чемпион Украины в  1995—1997 годах, серебряный призёр в 1998 году. Владелец Кубка Украины 1996—1998 годов. Установил два рекорда Украины.